# Arnholdt Kongsgård
Arnholdt Johannes Kongsgård  (* 23. November 1914 in Kongsberg; † 22. Januar 1991 ebenda) war ein norwegischer Skispringer.
Kongsgård, der für den Verein seiner Heimatstadt Kongsberg IF startete, erreichte seine ersten Erfolge in den 1930er Jahren. Bei den Olympischen Winterspielen 1936 in Garmisch-Partenkirchen sprang Kongsgård von der Normalschanze mit Sprüngen von 74,5 und 66,0 m auf den 8. Platz. Bei der Norwegischen Meisterschaft 1938 in Mo i Rana gewann er hinter Reidar Andersen die Silbermedaille von der Normalschanze. Bei der Nordischen Skiweltmeisterschaft 1938 in Lahti wurde er am Ende Sechster von der Großschanze. Ein Jahr später wiederholte er seinen Erfolg bei der Norwegischen Meisterschaft und landete diesmal nur knapp hinter Birger Ruud. Bei der Nordischen Skiweltmeisterschaft 1939 in Zakopane gewann er hinter Josef Bradl und Birger Ruud die Bronzemedaille. Bei der Norwegischen Meisterschaft 1946 in Alvdal gewann er erneut Silber von der Normalschanze und musste sich dabei nur Asbjørn Ruud geschlagen geben. Im selben Jahr stellte Kongsgård mit 87,5 m einen neuen Schanzenrekord auf dem Vikersundbakken auf, den er 1948 noch einmal 88,5 m verbesserte. Der Rekord hielt bis 1951.
Arnholdt Kongsgård ist der Großvater der erfolgreichen Snowboarderin Anne Molin Kongsgård.

## Erfolge

### Schanzenrekorde
| Ort       | Land     | Weite              | aufgestellt am | Rekord bis |
| --------- | -------- | ------------------ | -------------- | ---------- |
| Vikersund | Norwegen | 88,5 m (HS: 225 m) | 1948           | 1951       |